# Années 1830
Les années 1830 couvrent la période de 1830 à 1839.

## Événements
- Malgré son interdiction, la traite des esclaves continue : 60 000 départs d'Afrique par an vers 1830[1].
- 1828-1834 : guerre civile portugaise. Les accords d'Evora-Monte rétablissent un régime libéral et amnistient les absolutistes[2].
- 1830 : 
  - la Russie, la France et le Royaume-Uni proclament l'indépendance de la Grèce au protocole de Londres[3].
  - le Romantisme, né en Allemagne à la fin du XVIIIe siècle, explose en France avec la bataille d'Hernani, la Symphonie fantastique de Berlioz, Le Rouge et le Noir de Stendhal et les premiers romans de Balzac[4].
  - inauguration de la première ligne de chemin de fer assurant le transport de voyageurs entre Liverpool et Manchester, construite par George Stephenson[5].
- Vers 1830-1844 : apogée de l’empire peul du Macina[6], dirigé par Cheikou Amadou, assisté du Conseil des quarante, dans une extrême austérité, tout dérèglement moral étant puni[7]. Cheikou Amadou unifie les mesures, améliore le trafic fluvial, organise la fiscalité en un système moins féodal[8].

- 1830-1831 :

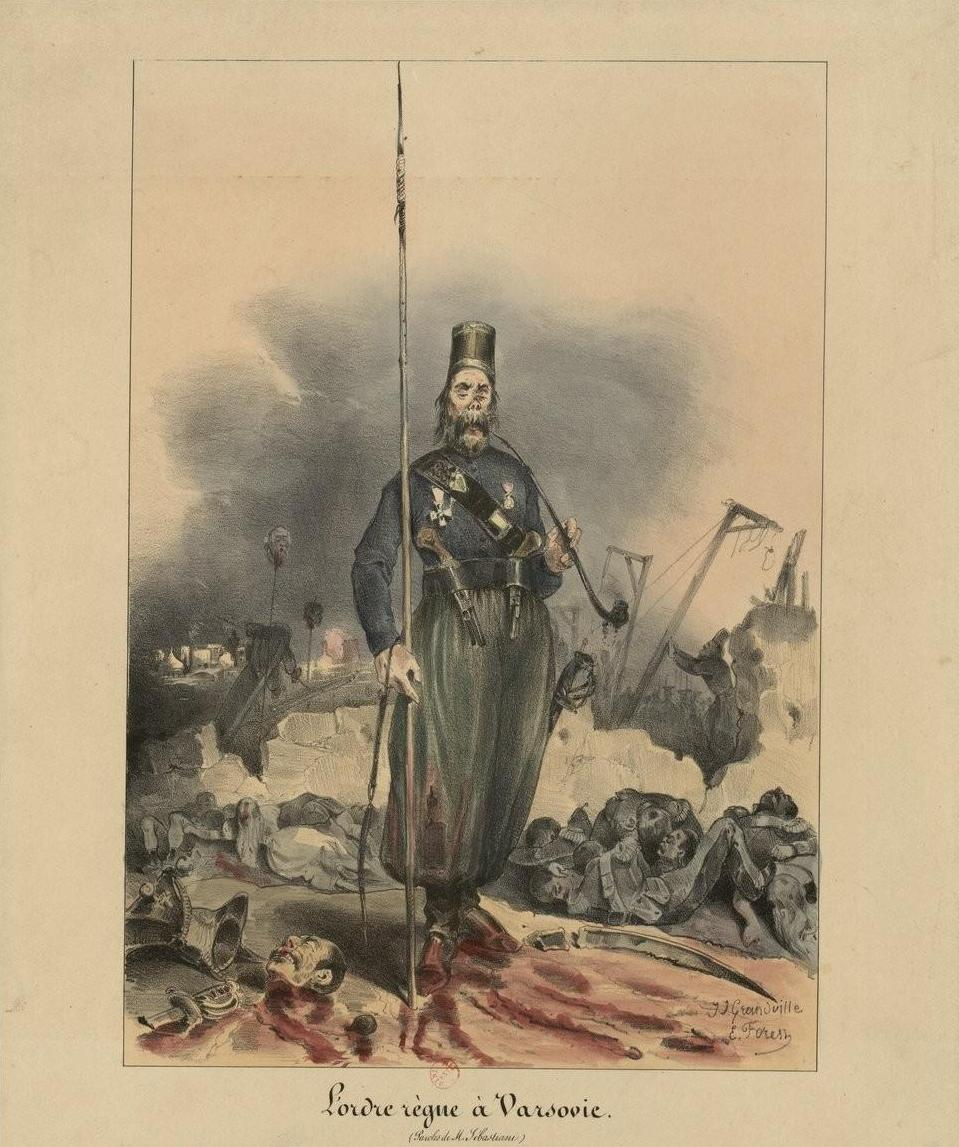
L'ordre règne à Varsovie, lithographie de Grandville, reprenant la phrase prononcée devant la Chambre des députés par le ministre des Affaires étrangères français Horace Sébastiani.

  - révolution belge ; naissance de la Belgique[9].
  - insurrection de Novembre en Pologne[9].
- 1830-1848 : monarchie de Juillet en France. Le régime absolutiste de Charles X est renversé lors des Trois Glorieuses après la publication des ordonnances de Saint-Cloud ; il est remplacé par une monarchie constitutionnelle sous Louis-Philippe Ier, roi des Français[10].
- 1830-1835 : pandémie de choléra ; partit du Bengale en 1826, le choléra arrive en Russie en 1830, atteint Berlin en 1831, les îles Britanniques et la France en 1832[11].
- 1831-1832 : crise d'Italie ; des mouvements insurrectionnels éclatent en Italie centrale à Ferrare (1830) à Modène, à Bologne et à Ancône[9].
- 1831-1834 : révolte des canuts à Lyon[12].
- 1831-1838 : Piste des Larmes, déplacement forcé de plusieurs peuples amérindiens à l'ouest du Mississippi par les États-Unis[13].
- 1831-1840 : occupation de la Syrie et du Liban par l'Égypte de Méhémet Ali et d'Ibrahim Pacha[14].
- 1830-1857 : conquête de l’Algérie par la France[15].
- 1833 : occupation des détroits du Bosphore et des Dardanelles par la Russie[16].
- 1833-1839 : première Guerre carliste en Espagne ; mise en place d'une monarchie constitutionnelle (Constitution espagnole de 1837)[17].
- 1834 : création du Zollverein, union douanière de l'Allemagne à l'instigation de la Prusse[18].

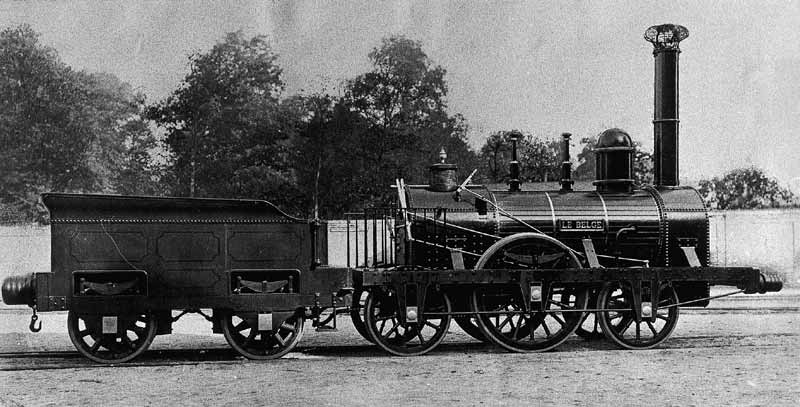
Locomotive « Le Belge » issue des ateliers John Cockerill.

- 1835 : ouverture en Belgique de la première ligne de chemin de fer de transport de voyageurs en Europe continentale entre Bruxelles et Malines, avec le matériel fabriqué par John Cockerill[19].
- 1835-1836 : révolution texane qui conduit à la création de la république du Texas indépendante du Mexique (1836-1845)[20].
- 1835-1837 : Grand Trek en Afrique du Sud[21] ; la suppression de l’esclavage (1833), le contrôle du régime de la propriété et l’immigration anglaise détermine un grand nombre de Boers à émigrer vers les plateaux de l’intérieur[22]. Des colonnes de chariots bâchés tirés par des bœufs marchent vers le nord.
- 1835-1842 : seconde guerre séminole[23].
- 1835-1845 : guerre des Farrapos. Établissement d'une éphémère République séparatiste dans le Rio Grande do Sul au Brésil avec Piratini pour capitale[24].
- 1836-1839 : début de la guerre civile en Uruguay ; le pays dispose depuis 1830 d’une constitution libérale et de ressources économiques provenant de son port de Montevideo et de ses exportations agricoles (élevage). Mais les disputes localistes divisent l’Uruguay en deux camps à partir de 1836. Les colorados, qui s’appuient sur la capitale, symbolisent la modernité et les idées libérales. Souffrant de la concurrence de Buenos Aires et commerçant avec le Brésil, ils sont fatalement anti-argentins. Les blancos défendent l’autorité des propriétaires terriens de l’intérieur et se méfient des visées expansionnistes du Brésil. Le président Oribe est renversé en 1838 par Rivera, chef des colorados. Avec le soutien de l’Argentine de Rosas, Oribe entreprend la Guerra Grande (1839-1851)[25].
- 1836-1839 : après la perte du Brésil, les Portugais reprennent une politique expansionniste en Angola. De 1836 à 1839, ils annexent les territoires de Matamba et de Ginga et créent un poste à Duque de Bragança (pt) à 400 km à l’est de Luanda (1838)[26].
- 1837 : panique boursière à New York[27].

## Personnages significatifs
- Ibrahim Pacha
- Méhémet Ali
- Klemens Wenzel von Metternich
- William Miller, pasteur méthodiste, prêche le retour du Christ en 1844.